# Rómulo González Irigoyen
Rómulo Herón Alejandro González Irigoyen (Ciudad de México; 17 de octubre de 1917 - Monterrey, Nuevo León; 12 de enero de 1993) fue un maestro, contador e intelectual mexicano que impulsó iniciativas cívicas en la ciudad de Monterrey, México.

## Biografía
Nace en Ciudad de México, el 17 de octubre de 1917, en tiempos de la Revolución mexicana, hijo de Rómulo González Navarro (militar) e Ignacia Irigoyen Pesqueira (maestra), pasó la mayor parte de su infancia en el pueblo Santa María Tetitla, en el Estado de México. En 1935 migra a Ciudad de México donde hace sus estudios de Contador Público en la Escuela Bancaria y Comercial. 
En 1939 contrae matrimonio con Adolfina Zubieta Otte, con quien tiene tres hijos: Héctor, Cristina y Beatriz. 
En 1943 se traslada a Monterrey donde desarrolla su trayectoria como Maestro y como profesional de la Contabilidad. Se involucra activamente en iniciativas cívicas, escribe y publica diversas obras y vuelve a realizar los estudios de Contaduría en la Universidad Autónoma de Nuevo León, donde revalida su Título en 1954.1
En enero de 1973 queda viudo y dos años después contrae nupcias con Leticia Bravo Ventura, con quien tuvo una cuarta hija: Leticia Elena.
Fallece el 12 de enero de 1993 en Monterrey, Nuevo León, a consecuencia de los efectos de la Enfermedad de Parkinson. A su despedida acudieron espontáneamente cientos de sus contemporáneos.

## Maestro
En 1943,  es invitado a participar como maestro fundador del Instituto Tecnológico y de Estudios Superiores de Monterrey. Fue parte del alma del reconocido Instituto durante sus primeros veinte años, teniendo a su cargo el Departamento Académico de Contabilidad y especializando su cátedra en la Contabilidad de costos. Desde allí desarrolló las primeras generaciones de Contadores Públicos profesionales de Monterrey que impulsarían las empresas de la región y del país.

## Contador
Pionero de la Contabilidad profesional en el norte del País, fue el Auditor a quien se le confiaron las finanzas de empresas destacadas de la región, entre las que sobresalen Cemex, Grupo Gamesa, Grupo Protexa, Pigmentos y Óxidos, Grupo Gentor. Fue también Comisario de Grupo Financiero Banorte.
En 1961, durante el mandato del Gobernador del Estado de Nuevo León, D. Eduardo Livas Villarreal, fue invitado por el entonces Tesorero del Estado, el Lic. Eduardo A. Elizondo Lozano, como auditor externo de la Tesorería, siendo la primera vez en la historia de los gobiernos locales en México que se nombrará a un Despacho independiente como auditor.
Su trabajo como Contador y Auditor lo desarrolló desde su propio despacho que inició como “Despacho González Irigoyen y Cía. Contadores Públicos” en los años 60s y que tras varias asociaciones derivó en “Galaz, Carstens, Chavero Yamazaki y Cía”, afiliado a Touche Ross (que luego se transformó en Deloitte). Se jubiló de la firma en 1986. Siguió siendo asesor y Consejero de diversas empresas e Instituciones.

## Intelectual
Dueño de una vasta cultura que alimentó desde muy joven, fue autor de cinco libros, varios de ellos tuvieron múltiples ediciones2:
- ·“Chamberlain: ¿Promotor de la Paz o Gestor de la Guerra?” (Editorial CIMA,1941, Edición Kindle, 2016)
- ·“Cómo hacer una tesis de Contador Público” (Editorial Banca y Comercio,11 ediciones, entre 1964 y 1987).
- ·“El Costo en artículos de producción conjunta” (3 ediciones entre 1955 y 1958).
- ·“Lente sobre Norteamérica; Notas de Viaje de un Catedrático Mexicano” (1955, Editorial Letras).
- ·“Apuntes de Contabilidad Superior” (1961).

Por varios lustros mantuvo en el periódico El Sol, una columna editorial titulada “Quisicosas”. 

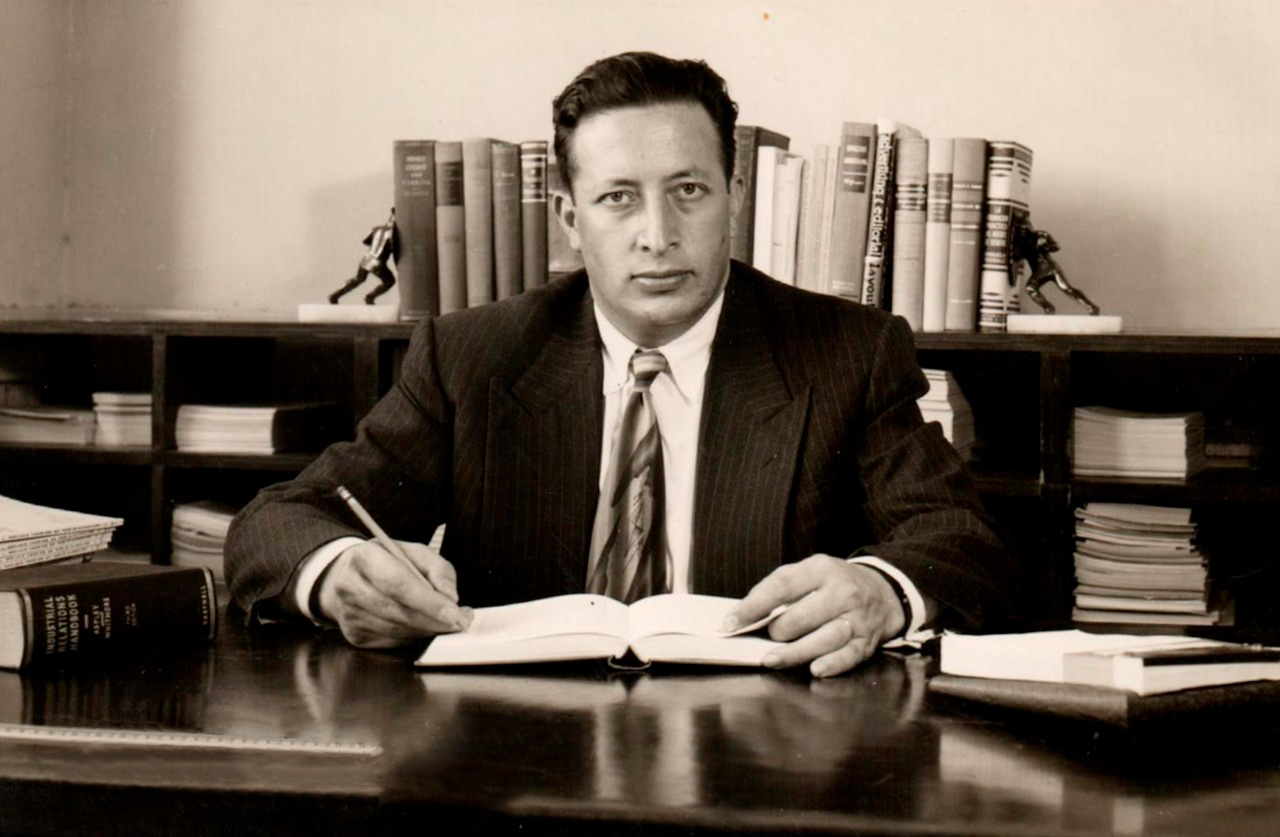
Rómulo González en su despacho, en 1967

## Activista Cívico
Fundó (1970) y fue Presidente (1972) de la Asociación de Ejecutivos de Finanzas de Monterrey, que luego se fusionó al Instituto Mexicano de Ejecutivos de Finanzas (IMEF).
Participó en la Fundación de la ANFECA (Asociación Nacional de Facultades y Escuelas de Contaduría y Administración), (1959).3
Fue Presidente del Instituto de Contadores Públicos de Nuevo León, A.C. (1955-1956).4
Fue también Presidente del Club de Sembradores de Amistad (1981-1982).5
Muy conocida fue su pasión por el Ajedrez que lo llevó a formar equipos representativos en el Tecnológico de Monterrey y a organizar múltiples Torneos6.